# Corpus adiposum

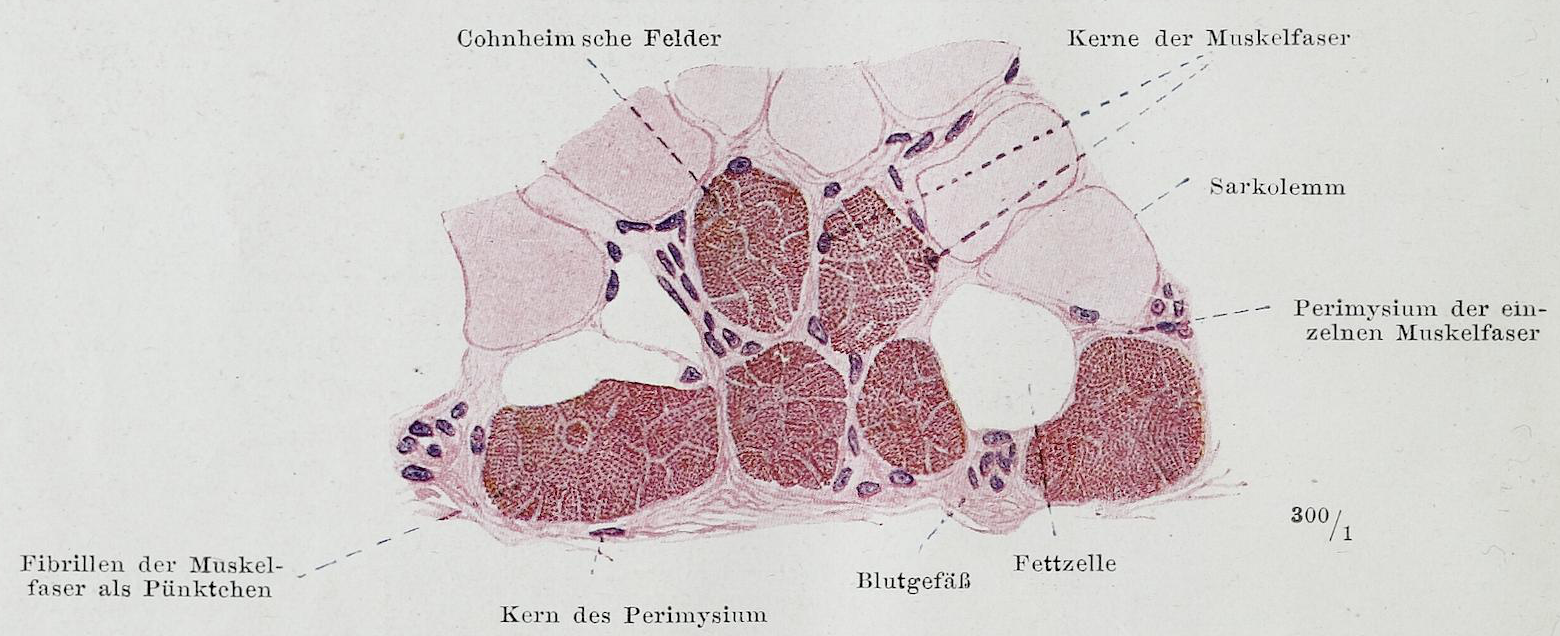
Mikroskopisches Präparat eines Corpus adiposum. Aus: Braus 1921, S. 62.

Als Corpus adiposum wird in der Anatomie das (Bau-)Fett bezeichnet, welcher zumeist im Bewegungsapparat vorkommt. Seine Funktion kommt der von Wasserkissen oder von Sandsäcken gleich, „die bekanntlich in jede Form zu bringen sind und deshalb zur Bettung gebrochener Glieder u. dgl. vortreffliche Dienste leisten können“. Die einzelnen Fettkörperchen sind durch lockeres Bindegewebe zusammengehalten und untereinander verschieblich. Die Fettkörper des Menschen sind an manchen Stellen mehr, an manchen Stellen weniger „prall gefüllte Elemente“, um entsprechenden Drücken nachgeben zu können. Ihre Form richtet sich nach der anatomischen Lage; gewissermaßen kleiden sie bestehende Freiräume aus. An den Gelenken werden Fettkörper an den Stellen gefunden, wo es zu einem Klaffen der Gelenkflächen kommt. Außerdem können sie zwischen Knochen und Muskel oder zwischen Muskeln vorkommen. Bei Bewegungen füllen sie die entstehenden Lücken aus bzw. weichen zurück, wenn die Bewegung rückläufig ist. Somit erhöhen sie insgesamt die Gleitfähigkeit des Bewegungsapparats, analog den weiteren „Hilfseinrichtungen“ der Muskulatur, wie Faszien, Schleimbeutel, Sehnenscheiden usw. Ein bekanntes Beispiel stellt der von Xavier Bichat beschriebene Fettpfropf am Kiefer dar.

## Übersicht

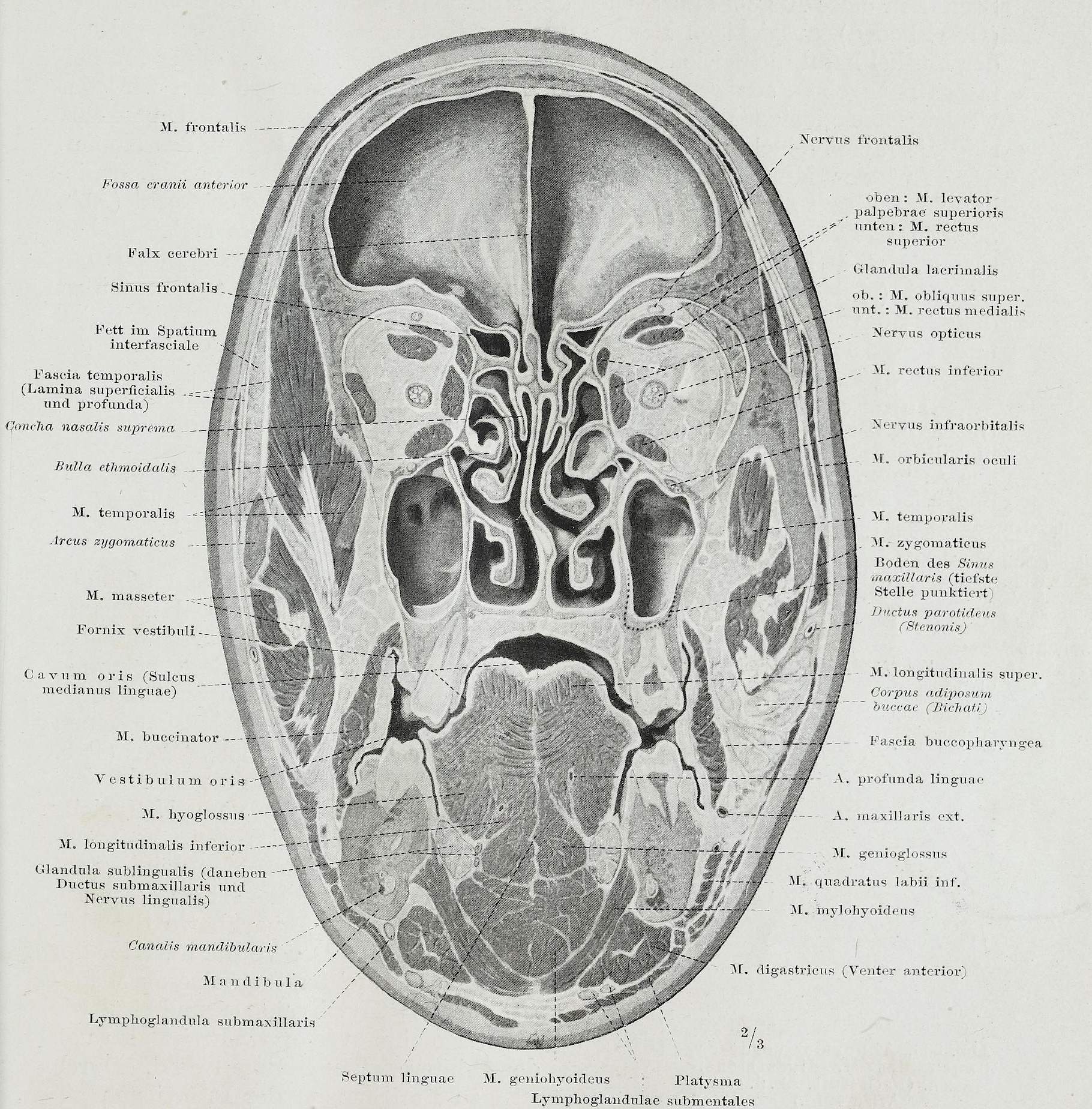
Corpus adiposum buccae (Bichat-Fettpfropf). Aus: Braus 1921, S. 745.

In der aktuellen Terminologia anatomica der Anatomischen Gesellschaft werden die folgenden sechs Fettkörper aufgeführt:
- Corpus adiposum buccae in der Wange
- Corpus adiposum infrapatellare im Knie
- Corpus adiposum orbitae in der Augenhöhle
- Corpus adiposum pararenale hinter der Niere
- Corpus adiposum preepiglotticum vor dem Kehldeckel
- Corpus adiposum tubae auditivae bei der Eustachi-Röhre

Des Weiteren kann – nach Fritz Frohse und Max Fränkel (1908) – ein Fettkörper oberhalb des Schulterblattes („Corpus adiposum suprascapulare“) beschrieben werden. Dieser sehr ausgedehnte Fettkörper liegt im hinteren Halsdreieck zwischen bzw. unter Sternocleidomastoideus, Clavicula, Trapezius sowie Levator scapulae. Eine bildliche Darstellung (jedoch ohne Bezeichnung) findet sich u. a. in dem Anatomie-Atlas von Woerdemann (1948).
Weiterhin liegt in der Achselhöhle ein großer Fettkörper, gewissermaßen ein „Corpus adiposum axillae“.

### Monographien
- Fritz Frohse, Max Fränkel: Die Muskeln des menschlichen Armes. Gustav Fischer, Jena 1908.
- Hermann Braus: Anatomie des Menschen. Ein Lehrbuch für Studierende und Ärzte. Erster Band. Bewegungsapparat. Julius Springer, Berlin 1. Auflage 1921, 2. und 3. Auflage von Curt Elze.
- A. W. Woerdemann: Atlas of human anatomy. Wetenschappelijke Uitgevery, 1948.

### Artikel
- Curt Elze: Ungewohntes von Form und Wirkung der Muskeln. In: Zeitschrift für Anatomie und Entwicklungsgeschichte. Band 106, Nr. 5, Dezember 1936. S. 589–599. doi:10.1007/BF02119922.